# Martin Švagerko
Martin Švagerko (ur. 2 października 1967 w Bańskiej Bystrzycy) – czechosłowacki oraz słowacki skoczek narciarski. Najlepsze wyniki w Pucharze Świata osiągnął w sezonie 1985/1986 kiedy zajął 24. miejsce w klasyfikacji generalnej. W całej swojej karierze dwa razy stał na podium konkursów Pucharu Świata, raz był pierwszy i raz trzeci.
Największe sukcesy tego skoczka to mistrzostwo świata juniorów wywalczone w 1984 w Trondheim oraz dwa medale mistrzostw świata seniorów zdobyte wraz z drużyną: brązowy na mistrzostwach świata w Lahti oraz srebrny na mistrzostwach świata w Falun. Z wyjątkiem mistrzostwa świata juniorów Martin Švagerko nie odniósł większych sukcesów indywidualnych.

## Puchar Świata w skokach narciarskich

### Miejsca w klasyfikacji generalnej
- sezon 1982/1983: 63.
- sezon 1984/1985: 53.
- sezon 1985/1986: 24.
- sezon 1986/1987: 29.
- sezon 1987/1988: 30.
- sezon 1988/1989: 25.
- sezon 1989/1990: 50.
- sezon 1992/1993: 46.
- sezon 1993/1994: 43.

### Miejsca na podium
Miejsca na podium w konkursach indywidualnych Pucharu Świata, chronologicznie:
| Nr | Dzień      | Rok  | Miejscowość | Skocznia   | Punkt K | Skok 1 | Skok 2 | Nota      | Lok. | Strata   | Zwycięzca     |
| -- | ---------- | ---- | ----------- | ---------- | ------- | ------ | ------ | --------- | ---- | -------- | ------------- |
| 1. | 21 grudnia | 1986 | Chamonix    | Le Mont    | K-95    | 83,5 m | 99,0 m | 205,5 pkt | 1.   | –        | –             |
| 2. | 19 grudnia | 1987 | Sapporo     | Miyanomori | K-90    | 83,5 m | ?      | 96,1 pkt  | 3.   | 17,3 pkt | Matti Nykänen |

## Igrzyska olimpijskie
Igrzyska olimpijskie
- Indywidualnie
  - 1984 Sarajewo (YUG) – 42. miejsce (normalna skocznia)
  - 1994 Lillehammer (NOR) – 28. miejsce (duża skocznia), 25. miejsce (normalna skocznia)

## Mistrzostwa świata juniorów
Mistrzostwa świata juniorów
- Indywidualnie
  - 1984 Trondheim (NOR) – 1. miejsce (normalna skocznia)

## Mistrzostwa świata w skokach narciarskich
Mistrzostwa świata w skokach narciarskich:
- Indywidualnie
  - 1985 Seefeld (AUT) – 27. miejsce (normalna skocznia)
  - 1987 Oberstdorf (GER) – 22. miejsce (duża skocznia)
  - 1989 Lahti (FIN) – 26. miejsce (duża skocznia), 39. miejsce (normalna skocznia)
  - 1993 Falun (SWE) – 22. miejsce (duża skocznia), 35. miejsce (normalna skocznia)
- Drużynowo
  - 1989 Lahti (FIN) – 3. miejsce
  - 1993 Falun (SWE) – 2. miejsce

## Mistrzostwa świata w lotach narciarskich
- Indywidualnie
  - 1990 Vikersund (NOR) – 28. miejsce